# Peter Martin (hoogleraar)
Peter Martin (Buenos Aires, 1940) is een Amerikaans hoogleraar in de Engelse literatuur en schrijver. In zijn Amerikaanse periode gaf hij colleges aan de Universiteit van Miami, het College van William & Mary en het Principia College. Gedurende verschillende jaren was hij een historicus voor de Colonial Williamsburg Foundation. Later verhuisde hij naar Engeland om daar verder te werken.

## Leven en werk
Martin werd geboren in Buenos Aires, Argentinië doordat zijn vader daar werkte en volgde opleidingen zowel in Argentinië alsmede in de Verenigde Staten. Hij is afgestudeerd aan de Universiteit van Illinois te Urbana-Champaign en de Universiteit van Syracuse. Voor veel van zijn onderzoek en vroege werk was zijn mentor Maynard Mack van Yale University. Martin woont sinds 1972 in Bury (West Sussex) (GB), dit is de setting voor zijn boek A Dog Called Perth. Het is een autobiografisch verslag van de belevenissen met zijn geliefde huisdier, een beaglehond genaamd Perth.
Martin heeft een aantal boeken geschreven over historische en biografische onderwerpen, waaronder Samuel Johnson: A Biography and A Life of James Boswell. Ook heeft hij geschreven over Edmond Malones Tuinen en tuinieren in Williamsburg en Colonial Virginia en The dictionary wars in de Amerikaanse lexicografie.

## Privé
Martin is getrouwd en heeft een zoon en een dochter.